# 仁見紗綾
仁見紗綾（日语：／ Hitomi Saya，2月4日—）是一名日本女性聲優。山口縣出身。BLACK SHIP所屬。

## 簡歷
仁見原本的目標是成為旁白。在專門學校的課堂上進行戲劇表演時，有一種開關被打開的感覺。因為透過麥克風進行表達是她的夢想，所以決定成為一名聲優，因為這樣可以同時實現這兩個願望。
仁見畢業於BLACK SHIP Lab第2期。自2022年4月1日起隸屬於BLACK SHIP。

## 人物
方言是山口方言。音域是G3 - E5。
資格包括合氣道初段、乙種第4類危險物品處理證書、普通汽車駕駛執照。
興趣是電子琴、鋼琴、閱讀、按摩。特技是合氣道，以及美味地吃飯。

## 出演作品
※粗體字為主要角色。

### 電視動畫
2023年
- 鄰人似銀河（女客人）
- 不知內情的轉學生不管三七二十一纏了上來。（女學生）
- 七大罪 啟示錄四騎士

2024年
- 格鬥實況（女性事務員）
- 失憶投捕（女學生）
- 花野井同學與戀愛病（女子）
- 黑執事 寄宿學校篇（店員）
- 這個世界漏洞百出（街上的人）
- 卡片戰鬥！！先導者 Divinez（學生）
- 【我推的孩子】 第2期（女主人）
- 地。-關於地球的運動-（約蘭達[5]）
- 妖怪學校的菜鳥老師！（美女）

2025年
- 青春特調蜂蜜檸檬蘇打（女學生）

### 劇場版動畫
2024年
- 劇場版 排球少年！！ 垃圾場的決戰（應援團）
- 賽馬娘 Pretty Derby 新時代之門（舞[6]）

### 遊戲
2023年
- （畫靈麗、赤之妖精、金魚姬、其他）
- 緋染天空 Heaven Burns Red（卡莉娜、邁婭）
- 光之語-LUMINOUS（達雷爾）

2024年
- （園部城）

2025年
- 白貓Project（ニルカ）

## 外部連結
- 仁見 紗綾｜BLACK SHIP株式会社
- 仁見紗綾的X（前Twitter）